# Park Dolny w Szczawnicy
Park Dolny w Szczawnicy – park w centrum Szczawnicy po północnej stronie ulicy Głównej, u podnóża góry Bryjarki, ograniczony ulicami: Park Dolny i Aleją Parkową, graniczący z dzielnicą Szczawnicy Miedziusie.

## Historia
Park został utworzony w latach 1861–1868. Jego powstanie związane było z planami zagospodarowania znajdujących się tu źródeł: „Szymona”, „Anieli” i „Heleny”. Józef Szalay wydzierżawił 20 stycznia 1860 roku na okres 50 lat 17,5 morgi gruntu Spółce Zdrojowisk Krajowych, pod warunkiem założenia przez nią Zakładu Kąpielowego. Już w 1860 roku wybudowano szereg drewnianych obiektów, a źródła ujęto w kamienne cembrowiny. Po wygaśnięciu umowy dzierżawy w 1910 roku Dolny Zakład stał się własnością Adama Stadnickiego.

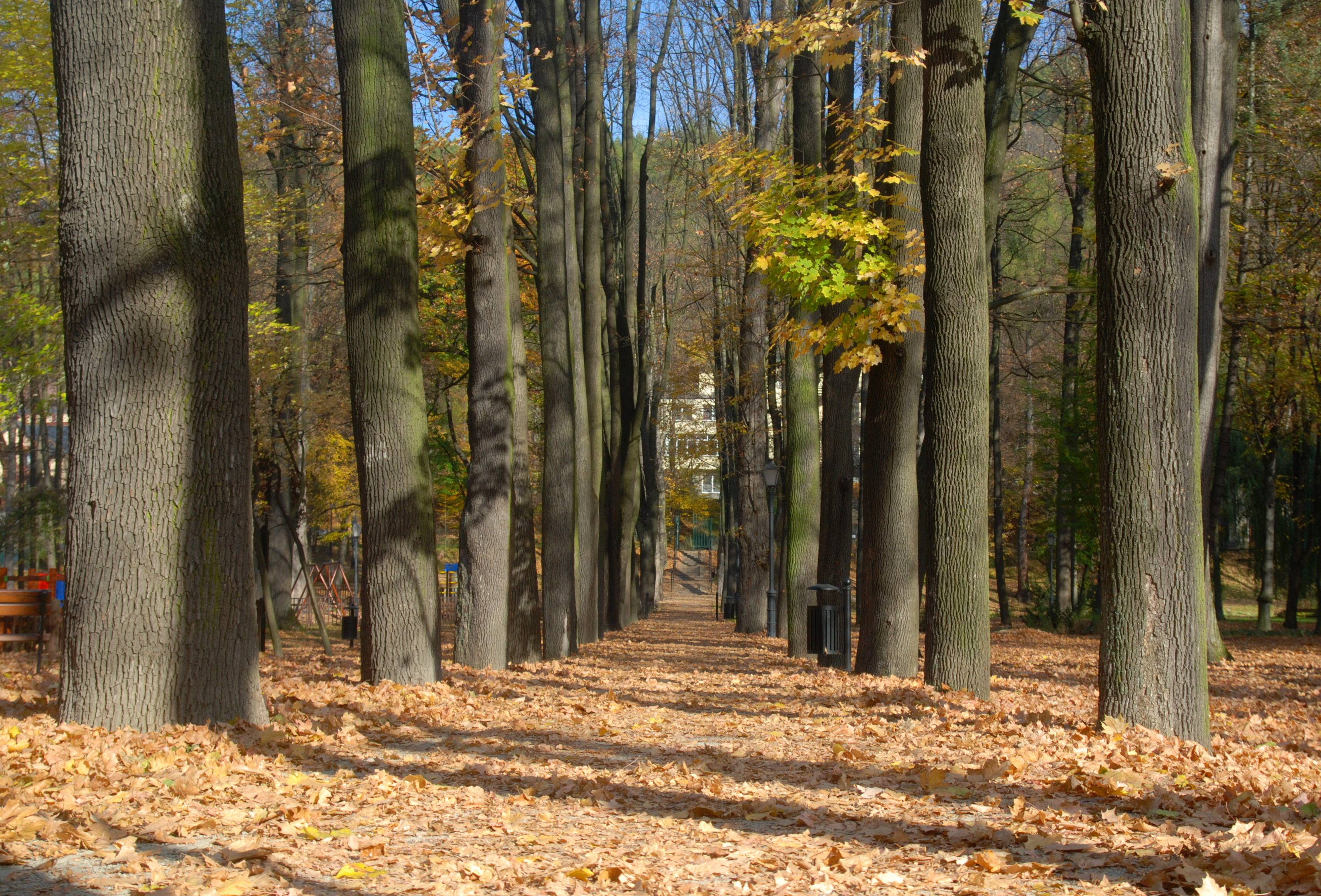
Aleja
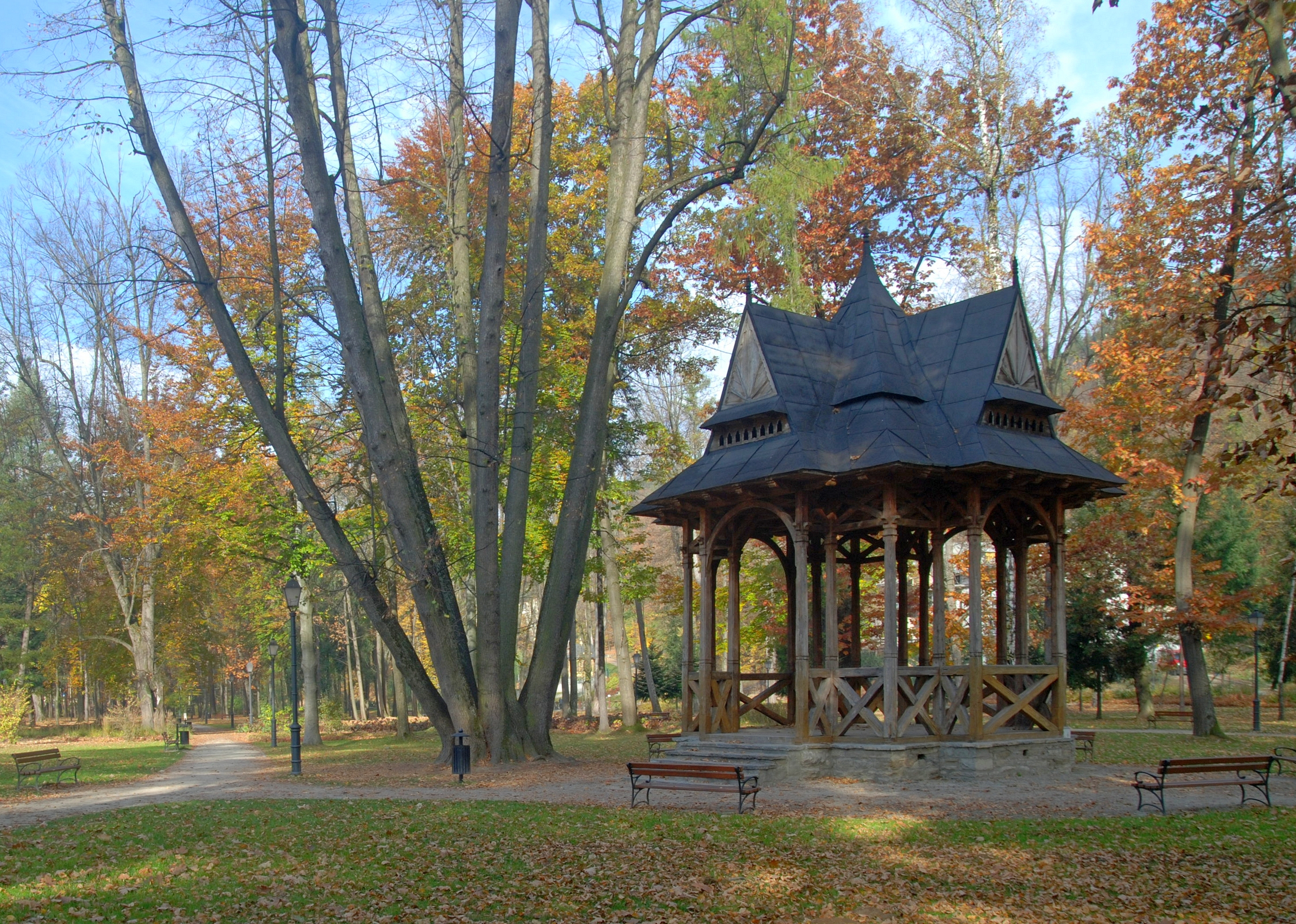
Altana muzyczna
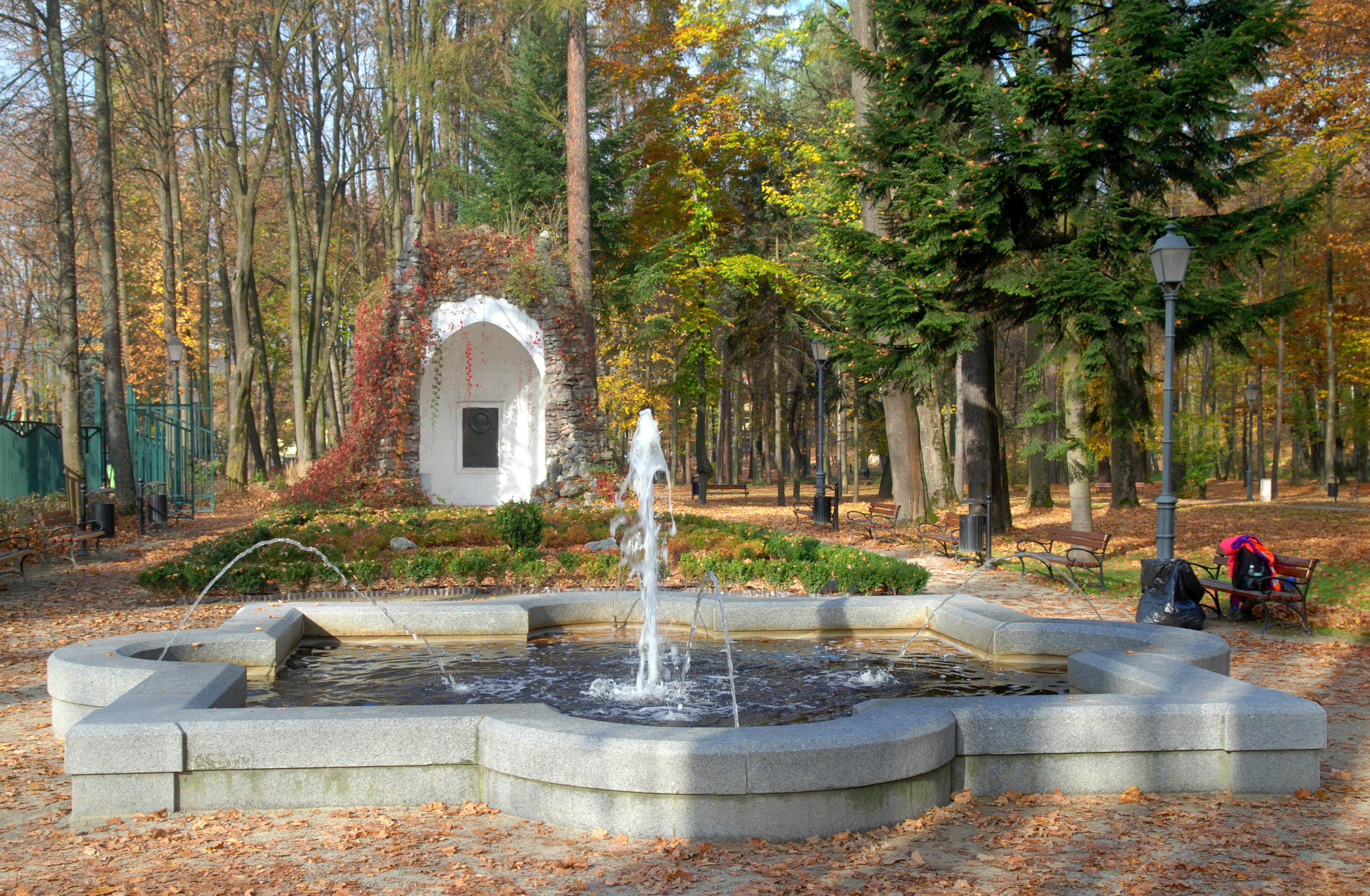
Fontanna i Grota M. Zyblikiewicza

W 1889 roku uruchomiono Zakład Wodoleczniczy dra Józefa Kołączkowskiego na Miedziusiu, zwany „Hydropatią”, obecnie willa Maria.
W 2012 roku przeprowadzono generalną rewitalizację parku.

## Obiekty
Do ważniejszych obiektów na terenie parku należą:
- „Hydropatia”, obecnie willa „Maria”
- pensjonat „Pod Mickiewiczem”, obecnie „Chemik” (w latach 1964–1995 należący do Krakowskich Zakładów Sodowych, obecnie w rękach prywatnych)
- zdrój „Wanda”
- kaplica Matki Bożej Częstochowskiej
- willa „Szwajcarka Dolna”, powstała w latach 70. XIX wieku
- willa „Leonówka” z lat 1866–1870
- „Klub Kuracjusza” (później zwany „Zaciszem”, obecnie – restauracja „Alt”)
- sztuczna grota z 1890 roku sławiąca Mikołaja Zyblikiewicza z medalionem przedstawiającym jego profil autorstwa Józefa Hakowskiego
- pensjonat „Marta” z 1876 roku.

W centralnej części parku znajduje się oczko wodne oraz altana.

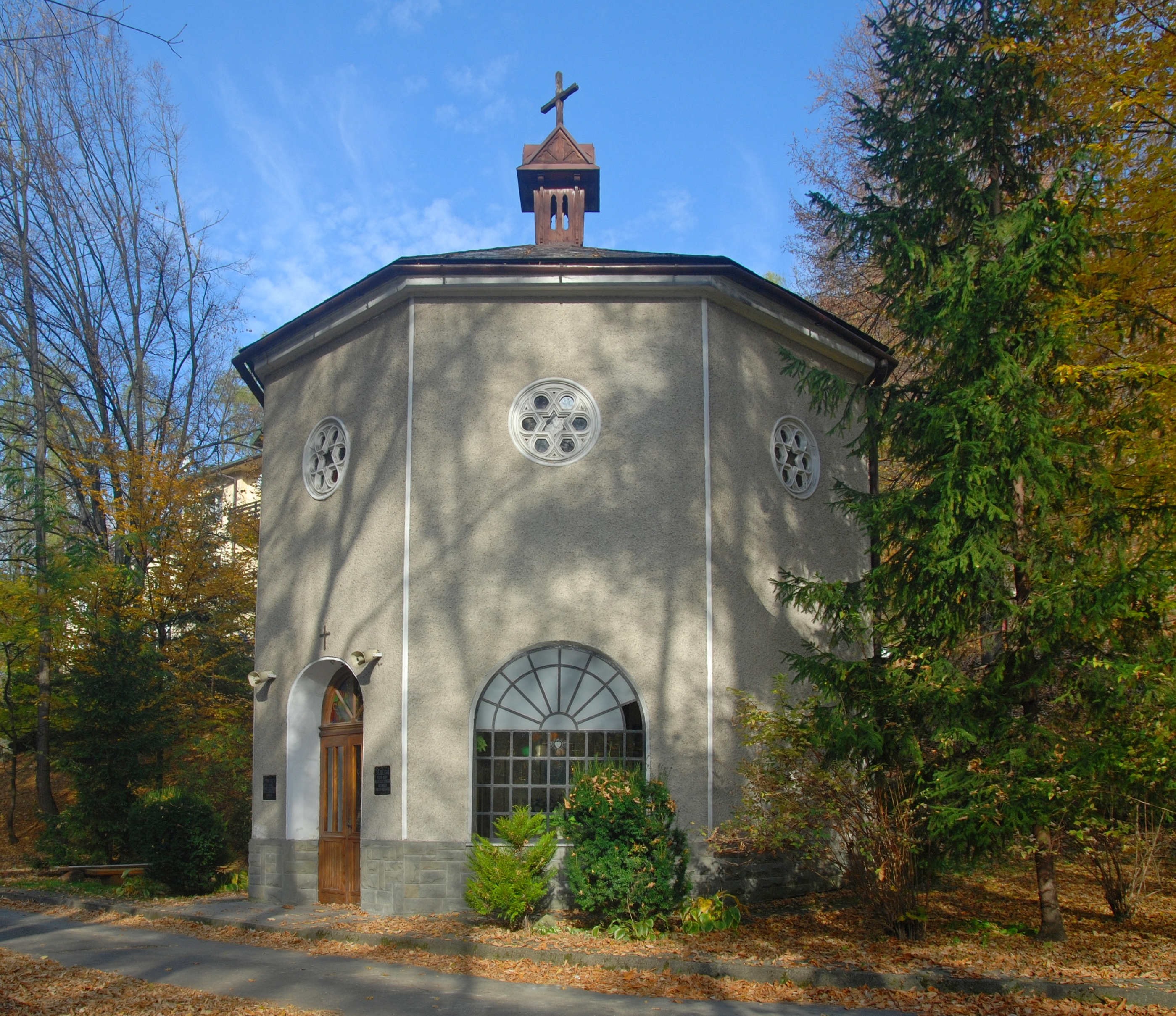
Kaplica Matki Bożej Częstochowskiej
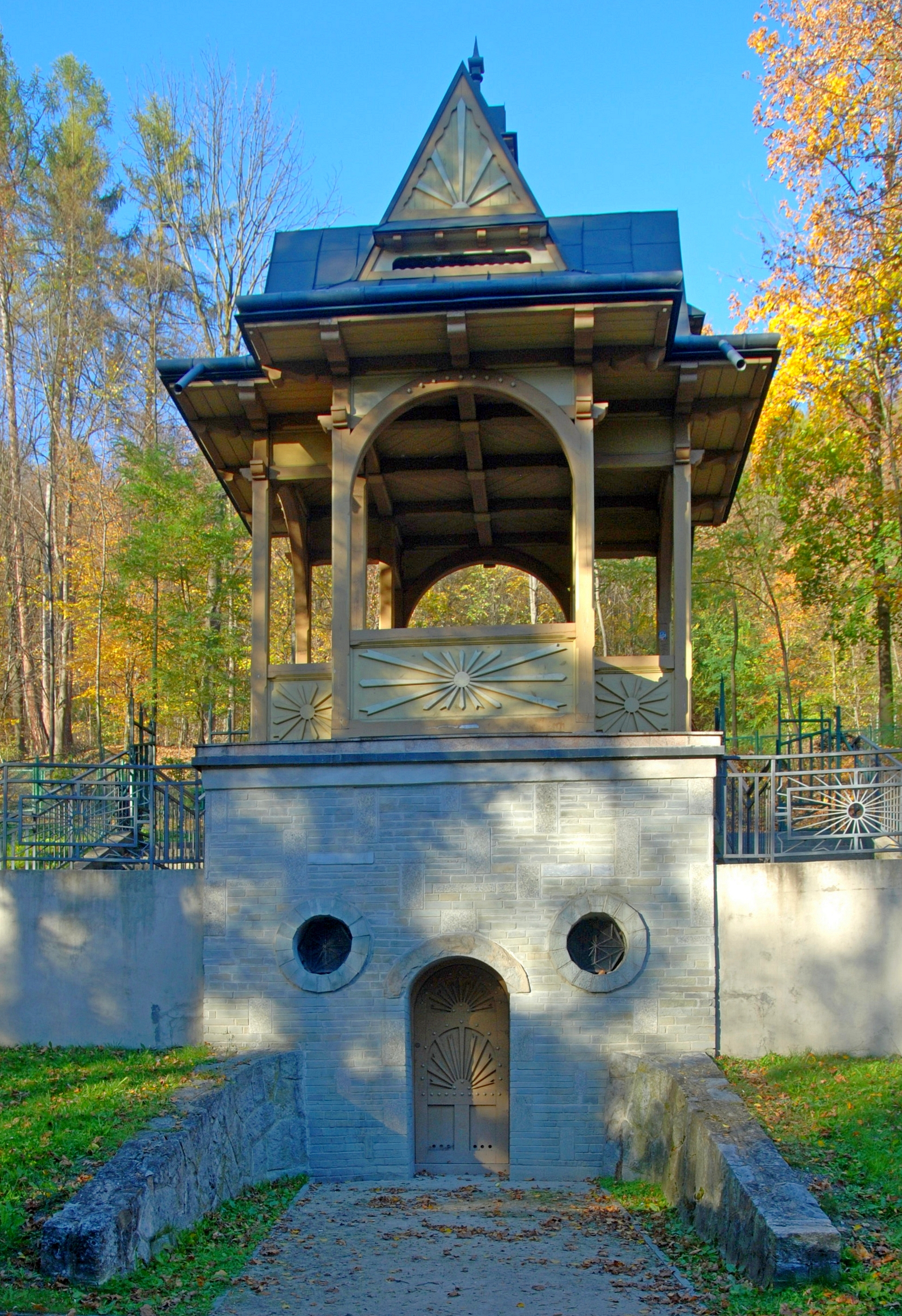
Altana widokowa
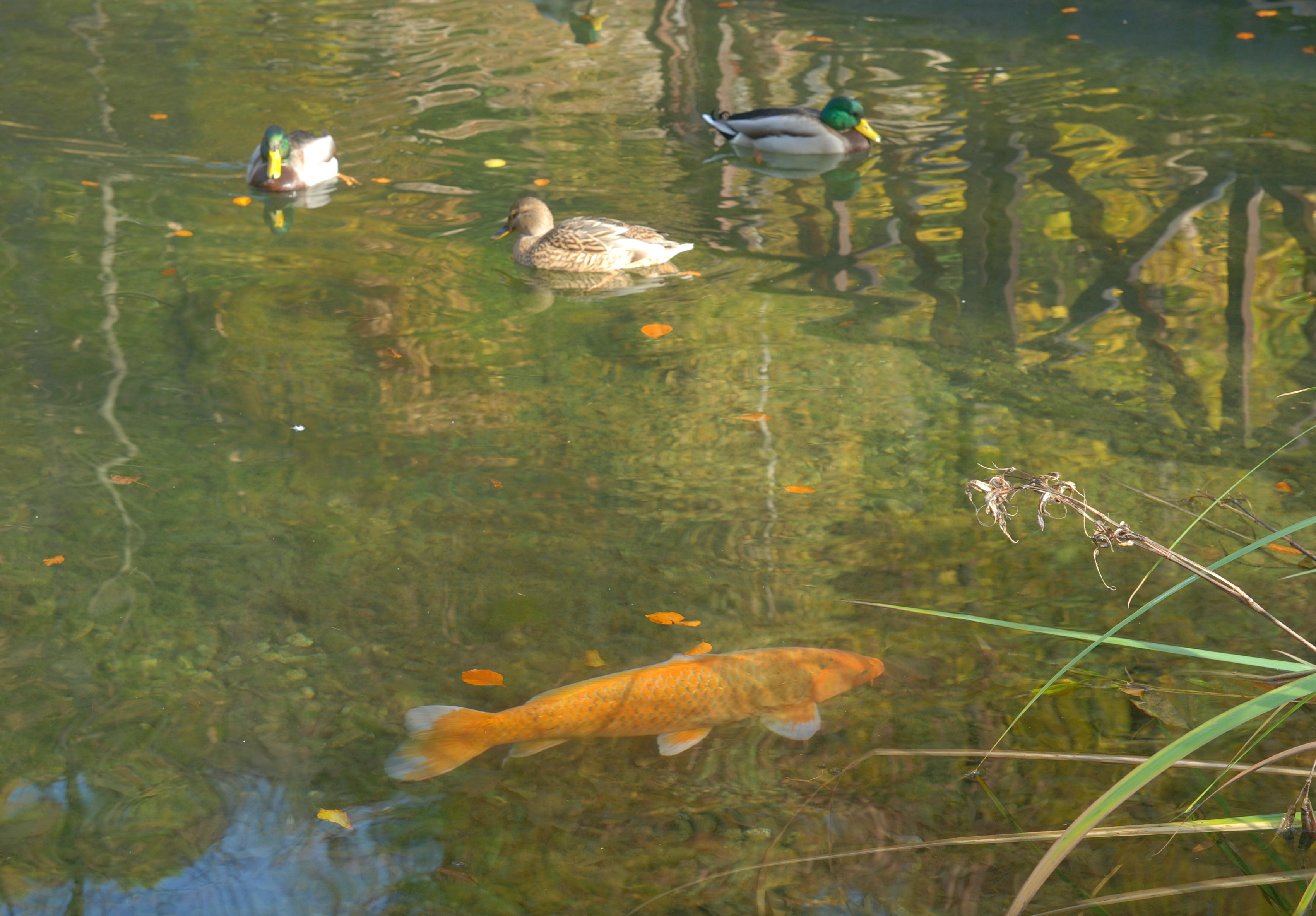
Staw